# Constantin Iotzu
Constantin Iotzu (n. 28 mai 1884, Crușova, Imperiul Otoman – d. 1 august 1962, București, România) a fost un arhitect român de origine aromână. Este unul din reprezentanți semnificativi ai stilului arhitectural al neoromânescului.

## Activitate
Colaborator al lui Ion Mincu, profesor universitar între anii 1920 - 1944 și decan al Școlii de Arhitectură din București (1940-1944), pe atunci inclusă în Politehnică.
Constantin Iotzu a întreținut relații cordiale cu Ion Antonescu, la comanda căruia a realizat vila acestuia de la Predeal, iar în perioada comunistă a avut permanent de suferit.

## Lucrări și galerie de imagini
Dintre lucrările importante ale lui Constantin Iotzu pot fi amintite
- Casa Armatei din Brașov[1]
- fostul Minister al Justiției, București[1]
- Casa Corpului Didactic, București
- Palatul Ministerului Economiei Naționale, București[1]
- Biserica Sfântul Elefterie Nou din București[1]
- Tipografia Ramuri, Casa Albă, Craiova,
- Biblioteca Centrală Universitară din Iași[1]
- Banca Prahova, Ploiești
- Hotelul Excelsior din Sinaia[1]
- Casa Verde (1933), sediul Mișcării Legionare, Bucureștii Noi,[1] și mausoleul lui Moța și Marin de la Casa Verde[2]

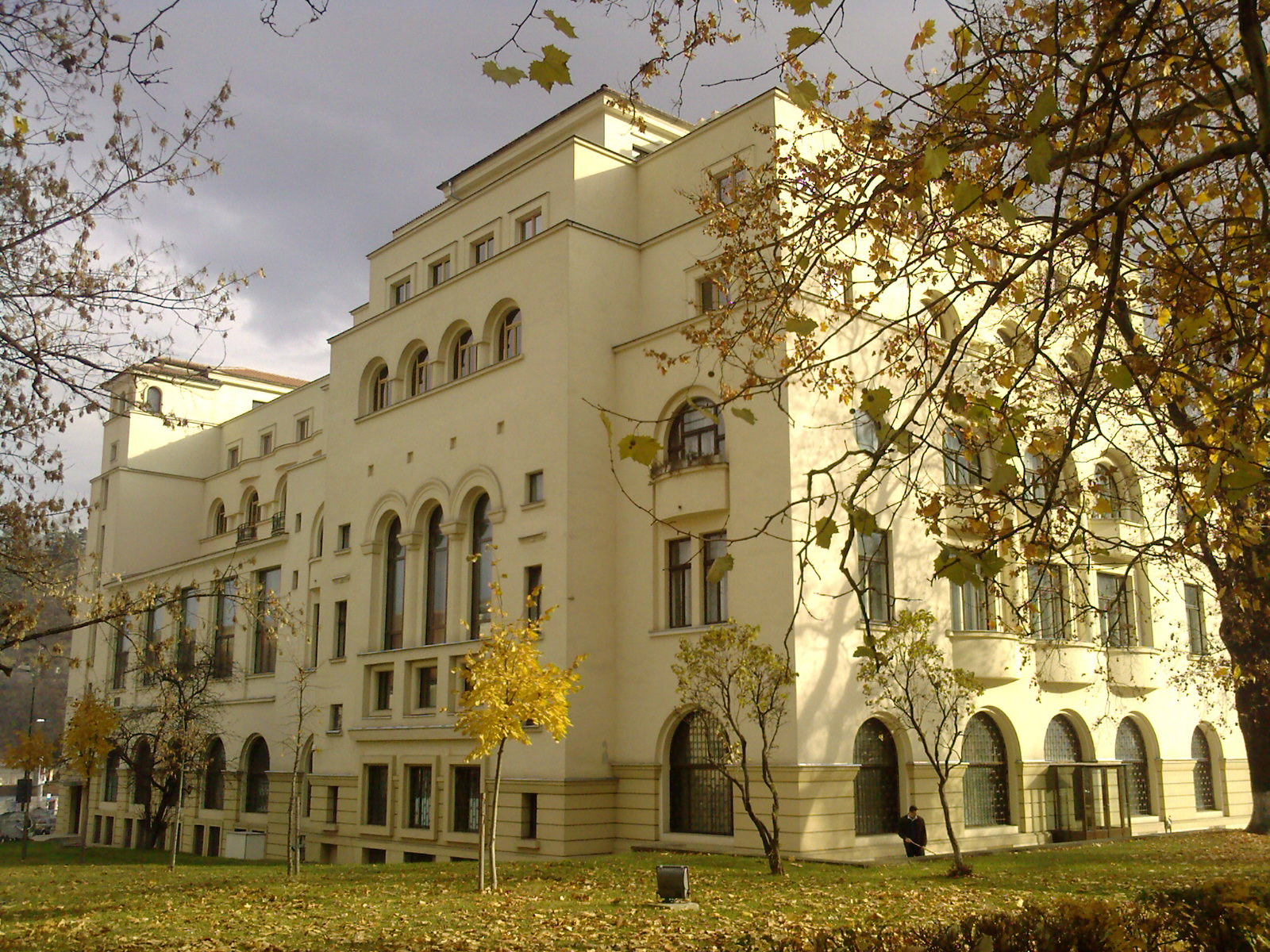
Cercul Militar Brașov (1939)
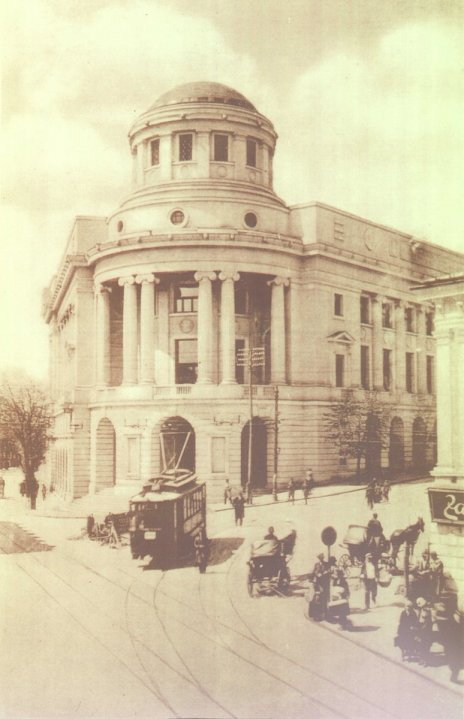
Biblioteca Centrală Universitară din Iași